# مصونیت قانونی
مصونیت قانونی یکی از سبب‌های معافیت از مجازات است که شخص دارای آن در صورت ارتکاب عمل مجرمانه از تبعات عمل خود معاف است و به جهت آن قابل تعقیب و مجازات نیست. مبنای وضع مصونیت‌ها برخی مصلحت‌ها و ملاحظات سیاسی و اجتماعی است.

## انواع
- مصونیت دیپلماتیک برای نمایندگان سیاسی در کشورهای دیگر
- مصونیت قضایی برای افراد حاضر در دادگاه
- مصونیت پارلمانی برای برای نمایندگان مجلس
- مصونیت از تعرض قضات برای قضات
- صغر جزایی برای اطفال کمتر از سن قانونی
- مصونیت فرمان‌روا برای حاکمان کشورها